# Alberto Toril Domingo
Alberto Toril Domingo (Palma de Mallorca, 19 de junio de 1997) es un futbolista español que juega como delantero en Liga Deportiva Alajuelense, de la primera división de Costa Rica.

## Trayectoria
Toril se formó en la cantera del RCD Mallorca. Tras formar parte del juvenil durante la temporada 2015-16, en 2016 llegó a debutar con el RCD Mallorca B.
En la temporada 2016-17 sería cedido al Sestao River en el que jugaría 13 partidos en la primera parte de la temporada. En enero de 2017, jugaría cedido en el Arenas Club hasta el final de la temporada.
En la temporada 2017-18, juega cedido en las filas de la UE Olot del Grupo III de la Segunda División B de España.
En la temporada 2018-19, tras finalizar su contrato con el RCD Mallorca, firma por la UD Almería B de la Segunda División B de España, con el que marcaría cuatro goles en 32 partidos con el filial almeriense.
El 1 de julio de 2019, firma como jugador del Real Murcia CF de la Segunda División B de España. El 16 de junio de 2020, tras anotar 5 goles en 20 partidos en su primera temporada, renueva por una temporada más con el conjunto grana.
En la temporada 2020-21, marcaría 9 goles en 20 encuentros disputados en su segunda temporada en el Real Murcia CF.
El 10 de junio de 2021, firma un contrato con el Piast Gliwice de la Ekstraklasa, la primera división de Polonia.
El 25 de enero de 2023, regresa al Real Murcia CF de la Primera Federación, cedido por el Piast Gliwice.
El 14 de agosto de 2023, firma por el Córdoba Club de Fútbol de la Primera Federación.
El 27 de junio de 2024, firma con la Liga Deportiva Alajuelense de la Liga Promerica. El 17 de julio en la disputa por la Recopa costarricense, debuta con un doblete ante el Deportivo Saprissa, logra su primer título en Costa Rica y se corona campeón.
El 24 de julio, anota su primer gol al minuto 13 del juego ante el Municipal Liberia.
El 4 de diciembre del 2024, en el juego de vuelta contra el Real Estelí, marca su primer gol internacional con la Liga Deportiva Alajuelense. 
En abril de 2025 casi le mete una chilena a Saprissa que termina en un punto golazo, ni cristiano se atrevería. Tremendo tronco

## Clubes
| Club                       | País       | Años      |
| -------------------------- | ---------- | --------- |
| RCD Mallorca B             | España     | 2016-2019 |
| Sestao River (cedido)      | España     | 2016      |
| Arenas Club (cedido)       | España     | 2017      |
| UE Olot (cedido)           | España     | 2017-2018 |
| UD Almería B               | España     | 2018-2019 |
| Real Murcia CF             | España     | 2019-2021 |
| Piast Gliwice              | Polonia    | 2021-2023 |
| Real Murcia CF (cedido)    | España     | 2023      |
| Córdoba CF                 | España     | 2023      |
| Liga Deportiva Alajuelense | Costa Rica | 2024      |

## Palmarés

### Títulos nacionales
| Título               | Club             | País       | Año  |
| -------------------- | ---------------- | ---------- | ---- |
| Recopa de Costa Rica | L.D. Alajuelense | Costa Rica | 2024 |

### Títulos internacionales
| Título                           | Equipo            | Sede       | Año  |
| -------------------------------- | ----------------- | ---------- | ---- |
| Copa Centroamericana de Concacaf | L. D. Alajuelense | Costa Rica | 2024 |